# TONE (企業)
TONE株式会社（とね、英: TONE CO., LTD.）は、東京都荒川区に本社を置く総合工具メーカーである。1925年（大正14年）創業。

## 概要
「TONE（トネ）」ブランドで工具を製造販売している。ブランド名のTONEは既存工具ブランドのNileを参考として同様に河川に因むもので、かつ英語として意味を持つ名前を利根川からとって命名されたものである。2013年に商号も「前田金属工業」からブランド名へと変更された。
「ボルティング・ソリューション」を標榜し、ボルト締結を中心に様々な工具を扱っており、中でもトルクレンチに強い。また目の細かい特徴的な梨地をもつ。
ホーマック・カーマ・ダイキのDCMホールディングスやカインズといった大手ホームセンターでの販売を行なっており、プロユースからサンデーメカニックまで幅広いユーザー向けに商品開発を行なっている。
当社の源流となる「前田軍治商店」は、後に工作機械を中心とした専門商社・山善を創業する山本猛夫が同社創業前に丁稚として入っていた店であり、当時のことは山本猛夫をモデルに描いた花登筺の小説『どてらい男』でも語られる。なお、作品中では当時の社名に似せた「前戸文治商店」として登場する。
また、社内売上目標として、年商100億円を掲げている。少数精鋭方針のため、社員数はそのままでの年商達成を目標としている。

## 沿革
- 1925年（大正14年）1月 - 大阪市北区上福島南（現・福島区福島）にて前田軍治商店創業。
- 1932年（昭和7年）1月 - 大阪市西区立売堀南通（現・新町）へ移転。
- 1938年（昭和13年）8月 - 前田軍治商店の製造部門として大阪市東成区深江東（現・深江北）に前田金属工業株式会社を設立。
- 1941年（昭和16年） - 自社ブランドとしてTONEの商標使用開始。
- 1943年（昭和18年）6月 - 本社を大阪市北区梅ケ枝町（現・西天満）の宇治電ビルディングへ移転。
- 1947年（昭和22年）8月 - 本社を深江に復帰。
- 1963年（昭和38年）5月 - 大阪証券取引所2部に上場。
- 1982年（昭和57年）7月 - 大阪府富田林市若松町東に富田林工場を開設。
- 1993年（平成5年）9月 - 大阪市城東区諏訪に開発センターを開設。
- 2012年（平成24年）
  - 2月 - 大阪府河内長野市寿町に河内長野工場を開設。
  - 7月 - 本社工場・開発センターを河内長野工場へ移転。
  - 11月 - 本社を大阪市浪速区湊町の難波サンケイビルへ移転。
- 2013年（平成25年）
  - 7月 - 大阪証券取引所と東京証券取引所の現物株市場統合に伴い、東京証券取引所2部に上場。
  - 11月 - TONE株式会社に商号変更。
- 2022年（令和4年）
  - 4月 - 東京証券取引所の市場再編に伴い、東京証券取引所スタンダード市場に上場。
  - 9月 - 本社を河内長野市へ移転（河内長野工場と統合）。
- 2024年（令和6年）
  - 2月 - 富田林市錦織南にTONE SQUARE（物流倉庫、社員寮）を開設。
  - 3月 - 本社を東京都荒川区東日暮里へ移転（東京営業所と統合）。